# اسپارتاکوس: انتقام
اسپارتاکوس: انتقام (به انگلیسی: Spartacus: Vengeance) سریال تلویزیونی محصول استارز و ادامه سریال اسپارتاکوس: خون و شن است. در این قسمت لیام مک‌اینتایر جایگزین اندی وایت فیلد در نقش اسپارتاکوس شده‌است.